# TF-113
La TF-113 es una de las carreteras más importantes del Área Metropolitana de Santa Cruz – La Laguna, ya que conforma la circunvalación por el este a la ciudad de La Laguna. Posteriormente prosigue hasta Las Mercedes pasando por la Avenida de La Trinidad (San Cristóbal de La Laguna).
Se desarrolla desde la Avenida de La Trinidad (San Cristóbal de La Laguna) hasta el cruce con la carretera TF-12, bordeando por el
este dicha ciudad. Constituye la principal vía de circunvalación de la localidad de La Laguna
para todo el tráfico que se dirige hacia la entidad de población de Las Mercedes.